# 中韓天元対抗戦
中韓天元対抗戦（ちゅうかんてんげんたいこうせん、中韩天元对抗赛）、韓中天元戦（かんちゅうてんげんせん、한중천원전）は、中国と韓国による囲碁の棋戦。中国の天元戦と、韓国のバッカス杯天元戦の優勝者同士による対抗戦形式で、1997年から開始され、2015年まで19回行われた。
- 主催 中国新民萬報、スポーツ朝鮮
- 後援 中国棋院、韓国棋院
- 協賛 華中実業、東亜製薬
- 優勝賞金 1万米ドル

開催地は中国と韓国の交互で、第1回は中国。

## 方式
- 対戦は三番勝負。
- 持時間は、中国開催時は15期までは各3時間、17期からは各2時間45分、韓国開催時は各1時間、1分の秒読み5回。
- コミは6目半。

## 結果
（左が勝者）
1. 1997年 李昌鎬 2-1 常昊
2. 1998年 李昌鎬 2-0 常昊
3. 1999年 李昌鎬 2-0 常昊
4. 2000年 李昌鎬 2-0 常昊
5. 2001年 常昊 2-0 李世乭
6. 2002年 朴永訓 2-1 黄奕中
7. 2003年 古力 2-0 宋泰坤
8. 2004年 古力 2-1 崔哲瀚
9. 2005年 古力 2-1 崔哲瀚
10. 2006年 高根台 2-1 古力
11. 2007年 古力 2-0 趙漢乗
12. 2008年 元晟溱 2-0 古力
13. 2009年 陳耀燁 2-1 姜東潤
14. 2010年 朴廷桓 2-1 陳耀燁
15. 2011年 陳耀燁 2-1 崔哲瀚
16. 2012年 陳耀燁 2-1 崔哲瀚
17. 2013年 陳耀燁 2-1 朴永訓
18. 2014年 朴廷桓 2-0 陳耀燁
19. 2015年 陳耀燁 2-0 羅玄